# Маар, Дьюла
Дьюла Маар (венг. Maár Gyula; 2 августа 1934, Будапешт — 20 декабря 2013, там же) — венгерский кинорежиссёр и сценарист.

## Биография
Окончил Академию театра и кино в Будапеште (1968). Работал ассистентом у Золтана Фабри и Кароя Макка. Первый собственный полнометражный фильм снял в 1971. Снимал ленты по собственным сценариям, сценариям Тибора Дери, Яноша Пилинского и др.
Его картины, сделанные в детстве, выставлялись в Будапеште.
Был женат на актрисе Мари Тёрёчик.
Награждён премиями Кошута и Белы Балажа.

## Избранная фильмография
- 1971 — Пресс / Prés
- 1971 — Любовь / Szerelem
- 1973 — Конец пути / Végül (первая премия Мангеймского МКФ)
- 1974 — Кошки-мышки / Macskajáték
- 1975 — Госпожа Дери, где вы? / Déryné hol van? (номинация на Золотую Пальмовую ветвь Каннского МКФ)
- 1977 — Канитель / Teketória (номинация на Золотую Харибду МКФ в Таормине)
- 1983 — Игра в облаках / Felhöjáték (по роману Тибора Дери)
- 1985 — Первые 200 лет моей жизни / Első kétszáz évem (номинация на Золотого медведя Берлинского МКФ)
- 1987 — Мельница в преисподней / Malom a pokolban
- 1993 — Оп-па / Hoppá (номинация на Золотого медведя Берлинского МКФ)
- 1993 — Кира Киралина / Chira Chiralina (по роману Панаита Истрати)
- 1996 — Мари Тёрёчик / Mari Törőcsik (документальный)
- 2007 — Обломок / Töredék

## Сочинения
- Maár, Gyula; Zimre, Péter'. Sértődött utazás. — Budapest, 1970.